# Temporada da GP2 Asia Series de 2008
A Temporada da GP2 Asia Series de 2008 começou no dia 25 de janeiro e se encerrou no dia 12 de abril de 2008.

## Pilotos e equipes
Lista de pilotos e equipes confirmados para a GP2 Asia Series em 2008:
| Equipe                  | Chassis | Motor   | Pneus | Nº | Piloto               | Provas |
| ----------------------- | ------- | ------- | ----- | -- | -------------------- | ------ |
| iSport International    | Dallara | Renault | B     | 1  | Karun Chandhok       | Todas  |
| iSport International    | Dallara | Renault | B     | 2  | Bruno Senna          | Todas  |
| ART Grand Prix          | Dallara | Renault | B     | 3  | Stephen Jelley       | Todas  |
| ART Grand Prix          | Dallara | Renault | B     | 4  | Romain Grosjean      | Todas  |
| Campos Grand Prix       | Dallara | Renault | B     | 5  | Vitaly Petrov        | Todas  |
| Campos Grand Prix       | Dallara | Renault | B     | 6  | Diego Nunes          | 1      |
| Campos Grand Prix       | Dallara | Renault | B     | 6  | Ben Hanley           | 2-5    |
| Super Nova Racing       | Dallara | Renault | B     | 7  | Christian Bakkerud   | Todas  |
| Super Nova Racing       | Dallara | Renault | B     | 8  | Fairuz Fauzy         | Todas  |
| DAMS                    | Dallara | Renault | B     | 9  | Jérôme d'Ambrosio    | Todas  |
| DAMS                    | Dallara | Renault | B     | 10 | Kamui Kobayashi      | Todas  |
| Trust Team Arden        | Dallara | Renault | B     | 11 | Adam Langley-Khan    | 1-2    |
| Trust Team Arden        | Dallara | Renault | B     | 11 | Yelmer Buurman       | 3-5    |
| Trust Team Arden        | Dallara | Renault | B     | 12 | Sébastien Buemi      | Todas  |
| Durango                 | Dallara | Renault | B     | 14 | Davide Valsecchi     | Todas  |
| Durango                 | Dallara | Renault | B     | 15 | Alberto Valerio      | Todas  |
| FMS International       | Dallara | Renault | B     | 16 | Adrián Vallés        | Todas  |
| FMS International       | Dallara | Renault | B     | 17 | Michael Herck        | 1-4    |
| FMS International       | Dallara | Renault | B     | 17 | Roldán Rodríguez     | 5      |
| Trident Racing          | Dallara | Renault | B     | 18 | Harald Schlegelmilch | Todas  |
| Trident Racing          | Dallara | Renault | B     | 19 | Ho-Pin Tung          | Todas  |
| / Minardi Piquet Sports | Dallara | Renault | B     | 20 | Marcello Puglisi     | Todas  |
| / Minardi Piquet Sports | Dallara | Renault | B     | 21 | Marco Bonanomi       | Todas  |
| DPR                     | Dallara | Renault | B     | 22 | Armaan Ebrahim       | Todas  |
| DPR                     | Dallara | Renault | B     | 23 | Andy Soucek          | 1      |
| DPR                     | Dallara | Renault | B     | 23 | Diego Nunes          | 2-5    |
| BCN Competición         | Dallara | Renault | B     | 24 | Milos Pavlovic       | Todas  |
| BCN Competición         | Dallara | Renault | B     | 25 | Jason Tahinci        | Todas  |
| Qi-Meritus Racing       | Dallara | Renault | B     | 26 | Hiroki Yoshimoto     | Todas  |
| Qi-Meritus Racing       | Dallara | Renault | B     | 27 | Luca Filippi         | Todas  |

## Calendário

### Testes
| Data          | Local                  | Circuito           | Piloto          | Equipe            | Volta mais rápida |
| ------------- | ---------------------- | ------------------ | --------------- | ----------------- | ----------------- |
| 19 de Janeiro | Emirados Árabes Unidos | Autódromo de Dubai | Romain Grosjean | ART Grand Prix    | 1:22.497          |
| 20 de Janeiro | Emirados Árabes Unidos | Autódromo de Dubai | Luca Filippi    | Qi-Meritus Mahana | 1:21.562          |
| 22 de Janeiro | Emirados Árabes Unidos | Autódromo de Dubai | Romain Grosjean | ART Grand Prix    | 1:21.595          |
| 23 de Janeiro | Emirados Árabes Unidos | Autódromo de Dubai | Romain Grosjean | ART Grand Prix    | 1:21.482          |

O calendário da GP2 Asia Series de 2008 é o seguinte:
| Prova | Local             | Circuito                         | Data            | Vencedor        | Equipe            |
| ----- | ----------------- | -------------------------------- | --------------- | --------------- | ----------------- |
| 1     | EAU, Dubai        | Autódromo de Dubai               | 25 de janeiro   | Romain Grosjean | ART Grand Prix    |
| 2     | EAU, Dubai        | Autódromo de Dubai               | 26 de janeiro   | Romain Grosjean | ART Grand Prix    |
| 3     | Indonesia, Sentul | Circuito Internacional de Sentul | 15 de fevereiro | Sébastien Buemi | Trust Team Arden  |
| 4     | Indonesia, Sentul | Circuito Internacional de Sentul | 16 de fevereiro | Fairuz Fauzy    | Super Nova Racing |
| 5     | Malásia, Sepang   | Circuito Internacional de Sepang | 22 de março     | Vitaly Petrov   | Campos Grand Prix |
| 6     | Malásia, Sepang   | Circuito Internacional de Sepang | 23 de março     | Kamui Kobayashi | DAMS              |
| 7     | Bahrein, Sakhir   | Circuito Internacional do Barém  | 5 de abril      | Romain Grosjean | ART Grand Prix    |
| 8     | Bahrein, Sakhir   | Circuito Internacional do Barém  | 6 de abril      | Kamui Kobayashi | DAMS              |
| 9     | EAU, Dubai        | Autódromo de Dubai               | 11 de abril     | Romain Grosjean | ART Grand Prix    |
| 10    | EAU, Dubai        | Autódromo de Dubai               | 12 de abril     | Marco Bonanomi  | Piquet Sports     |

## Resultados

### Classificação de pilotos
| Pos | Piloto               | EAU PRI | EAU CUR | IND PRI | IND CUR | MAL PRI | MAL CUR | BAR PRI | BAR CUR | EAU PRI | EAU CUR | Pontos |
| --- | -------------------- | ------- | ------- | ------- | ------- | ------- | ------- | ------- | ------- | ------- | ------- | ------ |
| 1   | Romain Grosjean      | 1       | 1*      | 4       | 4       | 9*      | 2       | 1*      | Ret     | 1*      | Ret     | 61     |
| 2   | Sébastien Buemi      | DSQ     | Ret     | 1       | 7       | Ret     | Ret     | 2       | 2*      | 2       | 2       | 37     |
| 3   | Vitaly Petrov        | Ret     | 9       | 5       | 3       | 1       | 3       | 10      | 3       | 4       | Ret     | 33     |
| 4   | Fairuz Fauzy         | 8       | 2       | 8       | 1*      | 2       | 6       | Ret     | Ret     | 11      | 6       | 24     |
| 5   | Bruno Senna          | 2*      | 19      | 7*      | 2       | Ret     | 8*      | 4       | Ret     | DSQ     | 11      | 23     |
| 6   | Kamui Kobayashi      | 13      | Ret     | Ret     | 15      | 5       | 1       | 3       | 1       | 20      | 14*     | 22     |
| 7   | Adrián Vallés        | 4       | Ret     | 2       | 5       | Ret     | 20      | 5       | Ret     | Ret     | 10      | 19     |
| 8   | Davide Valsecchi     | 17      | 6       | Ret     | 19      | 4       | 4       | 6       | 6       | 14      | 4       | 17     |
| 9   | Yelmer Buurman       |         |         |         |         | 6       | 5       | 9       | 8       | 3       | 5       | 13     |
| 10  | Hiroki Yoshimoto     | 6       | 4       | Ret     | 20      | Ret     | 10      | 12      | 4       | 5       | 13      | 13     |
| 11  | Jérôme d'Ambrosio    | 11      | 8       | Ret     | Ret     | 3       | Ret     | 11      | 12      | 7       | 3       | 12     |
| 12  | Marco Bonanomi       | 20      | 13      | Ret     | 8       | Ret     | 15      | Ret     | Ret     | 6       | 1       | 9      |
| 13  | Karun Chandhok       | 7       | 3       | Ret     | 13      | Ret     | 7       | 8       | Ret     | Ret     | Ret     | 7      |
| 14  | Andy Soucek          | 3       | 7       |         |         |         |         |         |         |         |         | 6      |
| 15  | Ben Hanley           |         |         | 3       | 16      | Ret     | 14      | Ret     | 10      | Ret     | Ret     | 6      |
| 16  | Miloš Pavlović       | 10      | 14      | 6       | Ret     | 7       | 12      | 19      | 15      | 8       | Ret     | 6      |
| 17  | Luca Filippi         | 5       | Ret     | DSQ†    | 21      | Ret     | Ret     | Ret     | 11      | 12      | Ret     | 4      |
| 18  | Harald Schlegelmilch | 14      | 18      | Ret     | Ret     | 8       | Ret     | 14      | 5       | 16      | 7       | 3      |
| 19  | Alberto Valerio      | 9       | 5       | Ret     | Ret     | Ret     | 17      | Ret     | 17      | 13      | 15      | 2      |
| 20  | Diego Nunes          | 12      | DNS     | Ret     | 10      | 10      | 13      | 7       | Ret     | 17      | 12      | 2      |
| 21  | Ho-Pin Tung          | 22      | 10      | Ret     | 6       | Ret     | 16      | Ret     | 7       | 10      | DSQ     | 1      |
| 22  | Jason Tahinci        | 19      | 16      | Ret     | 17      | 12      | Ret     | 17      | 13      | 9       | 8       | 0      |
| 23  | Michael Herck        | Ret     | 17      | 9       | 12      | 11      | 11      | 15      | 14      | Inj     | Inj     | 0      |
| 24  | Stephen Jelley       | 15      | 12      | DSQ     | Ret     | Ret     | 18      | 16      | 9       | 18      |         | 0      |
| 25  | Marcello Puglisi     | 16      | Ret     | Ret     | 18      | 13      | 9       | 18      | Ret     | Ret     | Ret     | 0      |
| 26  | Armaan Ebrahim       | 21      | Ret     | Ret     | 9       | Ret     | 19      | 13      | 16      | 19      | Ret     | 0      |
| 27  | Christian Bakkerud   | Ret     | 11      | Ret     | 14      | Ret     | Ret     | Ret     | Ret     | Ret     | 9       | 0      |
| 28  | Adam Khan            | 18      | 15      | Ret     | 11      |         |         |         |         |         |         | 0      |
| 29  | Roldán Rodríguez     |         |         |         |         |         |         |         |         | 15      | Ret     | 0      |
| Pos | Piloto               | EAU PRI | EAU CUR | IND PRI | IND CUR | MAL PRI | MAL CUR | BAR PRI | BAR CUR | EAU PRI | EAU CUR | Pontos |

| Cor        | Resultado             |
| ---------- | --------------------- |
| Ouro       | Vencedor              |
| Prata      | 2.º lugar             |
| Bronze     | 3.º lugar             |
| Verde      | Terminou, nos pontos  |
| Azul       | Terminou, sem pontos  |
| Púrpura    | Ret – Retirou-se      |
| Vermelho   | NQ – Não qualificado  |
| Preto      | DSQ – Desqualificado  |
| Branco     | NL – Não largou       |
| Branco     | C – Corrida cancelada |
| Azul claro | AT – Apenas Treino    |
| Sem cor    | NP – Não participou   |
| Sem cor    | Les – Lesionado       |
| Sem cor    | EX – Excluído         |

- Em negrito representa pole position.
- Resultado com asterísco indica volta mais rápida e um ponto bônus conquistado.
- Resultado em itálico representa que o piloto abandonou a corrida, porém foi classificado.

### Classificação de equipes
| Pos | Equipe               | Carro | EAU PRI | EAU CUR | IND PRI | IND CUR | MAL PRI | MAL CUR | BAR PRI | BAR CUR | EAU PRI | EAU CUR | Pontos |
| --- | -------------------- | ----- | ------- | ------- | ------- | ------- | ------- | ------- | ------- | ------- | ------- | ------- | ------ |
| 1   | ART Grand Prix       | 3     | 15      | 12      | DSQ     | Ret     | Ret     | 18      | 16      | 9       | 18      |         | 60     |
| 1   | ART Grand Prix       | 4     | 1       | 1*      | 4       | 4       | 9*      | 2       | 1*      | Ret     | 1*      | Ret     | 60     |
| 2   | Trust Team Arden     | 11    | 18      | 15      | Ret     | 11      | 6       | 5       | 9       | 8       | 3       | 5       | 50     |
| 2   | Trust Team Arden     | 12    | DSQ     | Ret     | 1       | 7       | Ret     | Ret     | 2       | 2*      | 2       | 2       | 50     |
| 3   | Campos Grand Prix    | 5     | Ret     | 9       | 5       | 3       | 1       | 3       | 10      | 3       | 4       | Ret     | 39     |
| 3   | Campos Grand Prix    | 6     | 12      | DNS     | 3       | 16      | Ret     | 14      | Ret     | 10      | Ret     | Ret     | 39     |
| 4   | DAMS                 | 9     | 11      | 8       | Ret     | Ret     | 3       | Ret     | 11      | 12      | 7       | 3       | 35     |
| 4   | DAMS                 | 10    | 13      | Ret     | Ret     | 15      | 5       | 1       | 3       | 1       | 19      | 14*     | 35     |
| 5   | iSport International | 1     | 7       | 3       | Ret     | 13      | Ret     | 7       | 8       | Ret     | Ret     | Ret     | 30     |
| 5   | iSport International | 2     | 2*      | 19      | 7*      | 2       | Ret     | 8*      | 4       | Ret     | DSQ     | 11      | 30     |
| 6   | Super Nova Racing    | 7     | Ret     | 11      | Ret     | 14      | Ret     | Ret     | Ret     | Ret     | Ret     | 9       | 24     |
| 6   | Super Nova Racing    | 8     | 8       | 2       | 8       | 1*      | 2       | 6       | Ret     | Ret     | 11      | 6       | 24     |
| 7   | FMS International    | 16    | 4       | Ret     | 2       | 5       | Ret     | 20      | 5       | Ret     | Ret     | 10      | 19     |
| 7   | FMS International    | 17    | Ret     | 17      | 9       | 12      | 11      | 11      | 15      | 14      | 15      | Ret     | 19     |
| 8   | Durango              | 14    | 9       | 5       | Ret     | Ret     | Ret     | 17      | Ret     | 17      | 13      | 15      | 18     |
| 8   | Durango              | 15    | 17      | 6       | Ret     | 19      | 4       | 4       | 6       | 6       | 14      | 4       | 18     |
| 9   | Qi-Meritus Mahana    | 26    | 6       | 4       | Ret     | 20      | Ret     | 10      | 12      | 4       | 5       | 13      | 16     |
| 9   | Qi-Meritus Mahana    | 27    | 5       | Ret     | DSQ†    | 21      | Ret     | Ret     | Ret     | 11      | 12      | Ret     | 16     |
| 10  | Piquet Sports        | 20    | 16      | Ret     | Ret     | 18      | 13      | 9       | 18      | Ret     | Ret     | Ret     | 9      |
| 10  | Piquet Sports        | 21    | 20      | 13      | Ret     | 8       | Ret     | 15      | Ret     | Ret     | 6       | 1       | 9      |
| 11  | DPR                  | 22    | 21      | Ret     | Ret     | 9       | Ret     | 19      | 13      | 16      | 19      | Ret     | 8      |
| 11  | DPR                  | 23    | 3       | 7       | Ret     | 10      | 10      | 13      | 7       | Ret     | 17      | 12      | 8      |
| 12  | BCN Competicion      | 24    | 10      | 14      | 6       | Ret     | 7       | 12      | 19      | 12      | 8       | Ret     | 6      |
| 12  | BCN Competicion      | 25    | 19      | 16      | Ret     | 17      | 12      | Ret     | 17      | 13      | 9       | 8       | 6      |
| 13  | Trident Racing       | 18    | 14      | 18      | Ret     | Ret     | 8       | Ret     | 14      | 5       | 16      | 7       | 4      |
| 13  | Trident Racing       | 19    | 22      | 10      | Ret     | 6       | Ret     | 16      | Ret     | 7       | 10      | DSQ     | 4      |
| Pos | Equipe               | Carro | EAU PRI | EAU CUR | IND PRI | IND CUR | MAL PRI | MAL CUR | BAR PRI | BAR CUR | EAU PRI | EAU CUR | Pontos |